# Code Geass - Hangyaku no Lelouch - Nunnally in Wonderland
Code Geass - Hangyaku no Lelouch - Nunnally in Wonderland (コードギアス 反逆のルルーシュ ナナリーinワンダーランド?, Kōdo Giasu - Hangyaku no Rurūshu - Nanarī in Wandārando, lett. "Code Geass: Lelouch of the Rebellion - Nunnally nel Paese delle Meraviglie") è un OAV spin-off della serie televisiva anime Code Geass: Lelouch of the Rebellion, pubblicato in Giappone il 27 luglio 2012.
Il DVD e Blu-ray pubblicato in Giappone ha anche i sottotitoli in inglese, in modo da essere immediatamente spendibile sul mercato internazionale.

## Trama
Nunnally chiede a Lelouch di raccontarle una storia, e sembra che grazie al potere del Geass i due vengano trasportati in un mondo alternativo, in cui i personaggi di Code Geass: Lelouch of the Rebellion interpretano quelli di Alice nel Paese delle Meraviglie.

## Personaggi e doppiatori
- Jun Fukuyama: Lelouch Lamperouge/Cappellaio Matto
- Kaori Nazuka: Nunnally Lamperouge/Alice
- Akeno Watanabe: Villetta Nu/Grifone
- Ami Koshimizu: Kallen Kozuki/Lepre Marzolina
- Asako Dodo: Marianne Vi Britannia/Regina di Cuori
- Fumiko Orikasa: Shirley Fenette/il Cerbiatto
- Junko Minagawa: Cornelia Li Britannia/Re Bianco
- Kikuko Inoue: Cécile Croomy/Tricheco
- Kōzō Mito: Kanon Maldini/Regina Rossa
- Noriaki Sugiyama: Rivalz Cardemonde/Ghiro
- Norihiro Inoue: Schneizel El Britannia/Re Rosso
- Norio Wakamoto: Charles Zi Britannia/Re di Cuori
- Omi Minami: Euphemia Li Britannia/Regina Bianca
- Saeko Chiba: Nina Einstein/Cuoca
- Sayaka Ōhara: Milly Ashford/Duchessa
- Sōichirō Hoshi: Gino Weinberg/Cavaliere Rosso
- Takahiro Mizushima: Rolo Lamperouge/Falsa Tartaruga
- Takahiro Sakurai: Suzaku Kururugi/Cavaliere Bianco
- Tetsu Shiratori: Lloyd Asplund/Carpentiere
- Yukana: C.C./Stregatto
- Yūko Gotō: Anya Alstreim/Bianconiglio